# اسکار دیگو جستیدو
اسکار دیگو جستیدو (اسپانیایی: Óscar Diego Gestido‎؛ زادهٔ ۲۸ نوامبر ۱۹۰۱ – درگذشتهٔ ۶ دسامبر ۱۹۶۷) یک سیاستمدار اهل اروگوئه بود.
وی از مارس ۱۹۶۷ تا دسامبر ۱۹۶۷ رئیس جمهور اروگوئه بود.